# Boveycantharis mersinensis
Boveycantharis mersinensis là một loài bọ cánh cứng trong họ Cantharidae. Loài này được Svihla miêu tả khoa học năm 1999.